# Emmanuel Duah
Emmanuel Duah (Kumasi, 14 novembre 1976) è un ex calciatore ghanese, di ruolo attaccante.

## Carriera

### Club
Emmanuel Duah ha giocato per numerosi club fra cui Neoplan Stars, Torino, Standard Liegi, Demirspor, Eskişehirspor, Mallorca, União Leiria, Gil Vicente, Ovarense, Nejmeh e Hapoel Acre.

### Nazionale
È stato un membro della Nazionale ghanese Under-17 che ha vinto i Mondiali 1991, segnando il gol decisivo. È stato inoltre membro della Nazionale classificatasi al secondo posto al campionato mondiale di calcio Under-20 1993 in Australia, segnando in finale contro il Brasile. Fece parte della Nazionale ghanese che prese parte alla Coppa d'Africa 2002, squadra che arrivò ai quarti di finale venendo eliminata dalla Nigeria. Duah prese parte anche alle Olimpiadi 1996. Per la Nazionale maggiore ha giocato 23 volte, segnando 3 gol.

## Palmarès

### Club
- Coppa Italia: 1

Torino: 1992-1993
- Liga de Honra: 1

União Leiria: 1997-1998
- Campionato libanese: 1

Nejmeh: 2005
- Coppa Elite del Libano: 1

Nejmeh: 2005

### Nazionale
- Campionato mondiale Under-17: 1

1991